# Phare de Pedro Cays
Le phare de Pedro Cays est un phare situé sur l'un les îlots de Pedro Bank, à environ 97 km au sud de la Jamaïque
Ce phare est géré par l'Autorité portuaire de la Jamaïque , une agence du Ministère des Transports .

## Description
Pedro Bank fait partie administrativement de la ville de Kingston. Le phare a été érigé sur le côté nord de l'îlot dit NorthEast Cay. Il est alimenté à l'énergie solaire et automatisé. Il émet, à une hauteur focale de 11 m, un éclat blanc toutes les 5 secondes. Sa portée est d'environ 11 km.
Identifiant : ARLHS : JAM... - Amirauté : J5352 - NGA : 14148 .

### Lien connexe
- Liste des phares à la Jamaïque